# Tudigo
 (avril 2025).
Motif : Sources attestant de la notoriété ?
- Archive Wikiwix
- Bing
- Cairn
- DuckDuckGo
- E. Universalis
- Gallica
- Google
- G. Books
- G. News
- G. Scholar
- Persée
- Qwant
- (zh) Baidu
- (ru) Yandex
- (wd) trouver des œuvres sur Wikidata

| 1. | Préciser le motif de la pose du bandeau. | Précisez le motif de la pose du bandeau en utilisant la syntaxe suivante : {{admissibilité à vérifier\|date=juin 2025\|motif=remplacez ce texte par le motif}}              |
| 2. | Informer les utilisateurs concernés.     | Pensez à avertir le créateur de l'article, par exemple, en insérant le code ci-dessous sur sa page de discussion : {{subst:avertissement admissibilité à vérifier\|Tudigo}} |

Tudigo, anciennement Bulb in Town, est une plateforme dans le domaine de l’investissement non coté. Créée en octobre 2012 et lancée en janvier 2013 par Alexandre Laing et Stéphane Vromman, et anciennement implanté à Paris et Lyon, le siège social de Tudigo se situe désormais à Bordeaux. 
En 2022, Tudigo arrête son activité historique, le don contre don, pour se concentrer sur l’investissement participatif (sous forme d’actions ou d’obligations).

## Historique
Fin 2015, la caisse du Crédit agricole de Charente-Périgord et Tudigo s'associent pour organiser des appels à projets dans la région.
Jusqu’à l’automne 2022, Tudigo proposait à ses entrepreneurs deux modes de financement pour leurs projets : l’investissement et le don contre don. Avec l’arrêt de cette dernière catégorie en 2022, la plateforme se recentre sur l’investissement participatif en mettant à disposition de ses investisseurs deux produits financiers : l’action et l’obligation.   
Don contre don : La personne qui contribue à un projet de financement reçoit une contrepartie en échange de son don. Ces contreparties peuvent être commerciales, événementielles ou encore symboliques. 
Investissement : À partir de janvier 2015, la plateforme Tudigo a complété son offre avec le financement participatif par titres, aussi appelé crowdequity. Dans ce cas-ci, l'investisseur qui participe à la collecte de fonds obtient une part du capital en échange de son financement et devient ainsi actionnaire de l'entreprise concernée.
La Biscuiterie Jeannette est une entreprise française de l'agroalimentaire spécialisée dans les madeleines, fondée à Nantes en 1850. En 2014, elle fait face à de graves difficultés financières. L'entreprise décide de créer une campagne de financement participatif sur le site de Tudigo pour se relancer. Une campagne en don contre don et une campagne en investissement ont permis de récolter les fonds nécessaires à la survie et la relance de cette biscuiterie historique.